# Raja Rao
Raja Rao (ur. 8 listopada 1908 w Hassan, Mysore, zm. 8 lipca 2006) – indyjski pisarz.
Studiował w Montpellier i na Sorbonie we Francji, od 1955 mieszkał na stałe w USA. Był profesorem filozofii na University of Texas w Austin. Pisał o niepodległości Indii z perspektywy wioski na południu Indii w Kanthapura (1938) i później w The Serpent and the Rope (1960) – opowieści o młodym, światowym intelektualiście, poszukującym oświecenia. Wśród zbiorów jego opowiadań znajdują się: The Cow of the Barricades (1947) oraz The Policeman and the Rose (1978). Napisał również biografię Mahatmy Gandhiego, Great Indian Way: A Life of Mahatma Gandhi, wydanej w 1998.
W 1988 otrzymał prestiżową nagrodę literacką Neustadt.